# 小指球筋
小指球筋（hypothenar muscles）とは、掌の第5指の付けて付近に位置する、小指球（Hypothenar eminence）と呼ばれる部分に存在する4つの筋肉の総称である。

## 解剖学
小指球筋は手内筋に分類される筋肉のうちの一部である。4つの小指球筋は全て尺骨神経による支配を受けている。その4つの筋肉は以下の通りである。
- 小指外転筋 - 手の第5指を外転させる筋肉[注釈 1]。
- 短小指屈筋 - 手の第5指の基部を屈曲させる筋肉。
- 小指対立筋 - 手の第5指の対立運動に関わる筋肉。
- 短掌筋 - 小指球の皮膚を緊張させる筋肉。小指球筋の中では唯一の皮筋。

なお、ヒトの母指球筋側には存在する内転筋が、小指球筋側には存在していない。

## その他
良性腫瘍の1種である脂肪腫は、ヒトにおいて全身の軟部に発生し得るとされるものの、手に脂肪腫が発生することは稀と言われている

。
しかしながら、小指球筋内に脂肪腫が発生した症例の報告も存在する

。